# 興化存獎
兴化存奖（824年—888年），俗姓孔，原籍邹鲁，唐代临济宗僧人。
《魏州故禅大德奖公塔碑》载其为孔子的后裔。七岁于三河县出家，而后又拜临济义玄为师，而后南下江西，得知临济义玄“已受满相蒋公之请”，才“寻获参随”，“而乃止于观音寺江西禅院”（根据《魏州故禅大德奖公塔碑》），视三圣慧然为师兄，又去魏州兴化寺作院主。